# شوجو تسوكودا
شوجو تسوكودا (باليابانية: 塚田 翔悟) (2 مايو 1993 في كاغوشيما في اليابان – )؛ هو لاعب كرة قدم ياباني سابق كان يلعب كمدافع.

## وصلات خارجية
- شوجو تسوكودا على موقع رابطة كرة القدم اليابانية للمحترفين (اليابانية)
- شوجو تسوكودا على موقع Soccerway.com (الإنجليزية)